# 奇爾格倫鎮區 (明尼蘇達州伍茲湖縣)
奇爾格倫鎮區（英語：Chilgren Township）是位於美國明尼蘇達州伍茲湖縣的一個行政鎮區。

## 地方資料
奇爾格倫鎮區的面積為93.11平方千米，當中陸地面積為93.04平方千米，而水域面積為0.07平方千米。根據2020年美國人口普查的數據，當地共有人口162人，而人口密度為每平方千米1.74人。